# Didier de Courten
Didier de Courten (* 1968 in Siders) ist ein Schweizer Koch.

## Leben
Nach der Lehre wechselte er in verschiedene Restaurants, darunter das Pont de Brent bei Gérard Rabaey.
1994 eröffnete er sein erstes Restaurant La Côte in Corin, das 1996 mit einem Michelinstern ausgezeichnet wurde. 1998 kam ein zweiter Stern hinzu.
2005 übernahm er das Hotel Terminus in Siders, dessen Restaurant L'Atelier Gourmand Didier de Courten erneut mit zwei Michelinsternen ausgezeichnet wurde.

## Auszeichnungen
- 1996 Erster Michelin-Stern[1]
- 1998 Zweiter Michelin-Stern[1]

## Publikationen
- Empreintes, Verlag Favre 2009, ISBN 978-2828910921.

## Mitgliedschaften
- 1997 Grandes Tables de Suisse
- 2006 Aufnahme in den geschlossenen Klub der „Trois Toques“
- 2008 Grandes Tables du Monde